# Xylophanes virescens
Xylophanes virescens là một loài bướm đêm thuộc họ Sphingidae. Nó được tìm thấy ở Colombia.